# Нарни Скало (Терни)
Нарни Скало је насеље у Италији у округу Терни, региону Умбрија.
Према процени из 2011. у насељу је живело 5010 становника. Насеље се налази на надморској висини од 100 м.